# مسجد جاميا
مسجد جاميا هو مسجد يقع في شارع باندا، نيروبي، كينيا في منطقة الأعمال المركزية. المسجد هو واحد من أبرز المباني الدينية في كينيا، وأهم مسجد في البلاد. تم تأسيسه وبناؤه لأول مرة من قبل سيد مولانا عبد الله شاه بين عامي 1902 و 1906.[بحاجة لمصدر] تم توسيع المسجد منذ بنائه الأصلي. الرئيس الحالي للجنة مسجد جاميا ومجلس العلماء في كينيا هو الشيخ سيد فتح الدين ثنغال.
يحتفظ مسجد جاميا بأسلوب معماري عربي مسلم كلاسيكي مع الاستخدام المكثف للرخام والنقوش القرآنية، والصف التقليدي من المتاجر (بما في ذلك العيادة والصيدلية) على جانب واحد لتوفير دخل إيجار لصيانته. يمكن التعرف عليه من خلال قبابها الفضية الثلاث ومآذنه المزدوجة. يحتوي على مكتبة ومعهد تدريب حيث يمكن للمرء أن يتعلم اللغة العربية، والحوسبة التمهيدية وصناعة الملابس.